# Gérard Lindeperg
Pour les articles homonymes, voir Lindeperg.
 (février 2016).
Si vous disposez d'ouvrages ou d'articles de référence ou si vous connaissez des sites web de qualité traitant du thème abordé ici, merci de compléter l'article en donnant les références utiles à sa vérifiabilité et en les liant à la section « Notes et références ».
 (mai 2014).
Gérard Lindeperg, né le 1er mai 1938 à Rouen (Seine-Inférieure), est un inspecteur d'académie et homme politique français.

## Biographie[1]
Gérard Lindeperg, né à Rouen le 1er mai 1938, ancien inspecteur d’académie, est un homme politique français. Il épouse Michèle Humbert en 1961 qui deviendra députée au parlement européen de 1994 à 1999. Le couple a deux enfants : Régis, directeur artistique et Sylvie  professeure des universités.
Son père, Charles, est né à Bourg-Bruche en Alsace. Après son service militaire, il signe un engagement de sous-officier car la ferme familiale est trop petite pour héberger les quatre enfants. Après la deuxième guerre mondiale, il quitte l’armée pour travailler comme magasinier aux usines Schneider du Creusot.
Sa mère est née au Creusot dans une famille ouvrière de huit enfants. Après avoir exercé différentes activités dans le commerce, elle devient aide-soignante à l’hôpital.
Gérard Lindeperg passe son enfance et son adolescence au Creusot. Il fréquente le cours complémentaire où il prépare avec succès le concours d’entrée à l’ École normale d’instituteurs de Mâcon en 1955. Après le bac. option philosophie, il réussit propédeutique lettres à la faculté de Lyon. Il entreprend une licence de lettres interrompue en 1961 par le service militaire. Après sa libération, il est nommé professeur au collège de Neuville-sur-Saône en 1963. À partir de 1972, il prépare une licence puis une maîtrise d’histoire. Après le CAPES, il est nommé au Lycée de Rillieux-la-Pape près de Lyon. Très motivé par les questions de formation professionnelle, il devient conseiller en formation continue en 1983 et rejoint la délégation à la formation continue de Lyon. Il est nommé inspecteur d’académie (IPR-IA) en 1991.
En 1977, il est élu premier adjoint au maire de Neuville. En 1990, il siège au conseil municipal de Grigny (dans le Rhône) dont il démissionne avant de s’installer à Saint-Étienne en 1992. En 1995,  il conduit la liste socialiste au conseil municipal de Saint-Étienne puis en 2001 la liste de la Gauche plurielle. Il demeure leader de l’opposition municipale jusqu’en 2007.
De 1986 à 2004, il siège au conseil régional Rhône-Alpes parmi les membres du groupe socialiste dont il est porte-parole.
Il est nommé par le premier ministre membre du Conseil économique, social et environnemental de 1989 à 1994.
Il adhère à l’UGS (Union de la gauche socialiste) en 1958 puis au (Parti socialiste unifié) en 1960. En 1974, à l’occasion des Assises pour le socialisme, il rejoint le Parti socialiste avec Michel Rocard et devient le leader des rocardiens dans la fédération mitterrandiste du Rhône. Il est candidat socialiste dans la septième circonscription du Rhône (ouest résidentiel) en 1978 et 1981, deux fois battus au second tour.
En 1983, il est élu au Comité directeur du PS où il siège jusqu’en 2002. Il accède au Bureau national en 1985.
En 1988, il est chargé de mission auprès du premier ministre Michel Rocard. Ce dernier lui confie la coordination nationale de son courant et des clubs Convaincre. La même année, il accède au secrétariat national du parti, chargé des droits de l’Homme puis de la formation. En 1992, il devient numéro deux du parti aux côtés de Laurent Fabius, premier secrétaire.
Il crée la Fondation Jean-Jaurès avec Pierre Mauroy et fonde le Centre Condorcet pour la formation des élus dont il devient le président. Il choisit la ville de La Rochelle en 1993 pour accueillir les universités d’été du Parti socialiste qui perpétuera de nombreuses années ce rendez-vous de rentrée politique.
Il est élu député de la Loire, première circonscription (1997-2002).

## Publications
- L’Enjeu régional, avec Jacques Boutonnet, Centre Condorcet, 1992
- Rapport au Premier Ministre, Les acteurs de la formation professionnelle, La Documentation Française, 2000.
- Fleurs de givre, Actes Graphiques, 2001. Il y retrace son enfance dans la ville ouvrière du Creusot en Saône-et-Loire.
- Jaurès et la Loire,  direction et préface de Michel Winock, DeBorée, 2013.
- Jaurès stéphanois avec Jean-Michel Steiner, Actes Graphiques, 2014.
- Jaurès contemporain, direction Vincent Duclert, Editions Privat, 2018.
- Avec Rocard, Mémoires d'un rocardien de province, Éditions de l'Aube et Fondation Jean-Jaurès, 2018.
- Avec la Loire, Mémoires (suite) 1992-2002, Éditions de L'Aube et Fondation Jean-Jaurès, 2020
- Avec mon enfance, Mémoires,tome3,Éditions de L'Aube et Fondation Jean-Jaurès, 2022.

## Décorations
Il est nommé chevalier de la Légion d’honneur le 31 décembre 2015.